# ميشيل دوك جونناز
ميشيل دوك جونناز (بالفرنسية: Michel Duc-Goninaz)‏ (و. 1933 – 2016 م) هو معجمي، ولغوي، من فرنسا . ولد في باريس .

## جوائز وترشيحات
حصل على جوائز منها:
- Esperantist of the Year (سنة 2002).